# Alexander Meißner

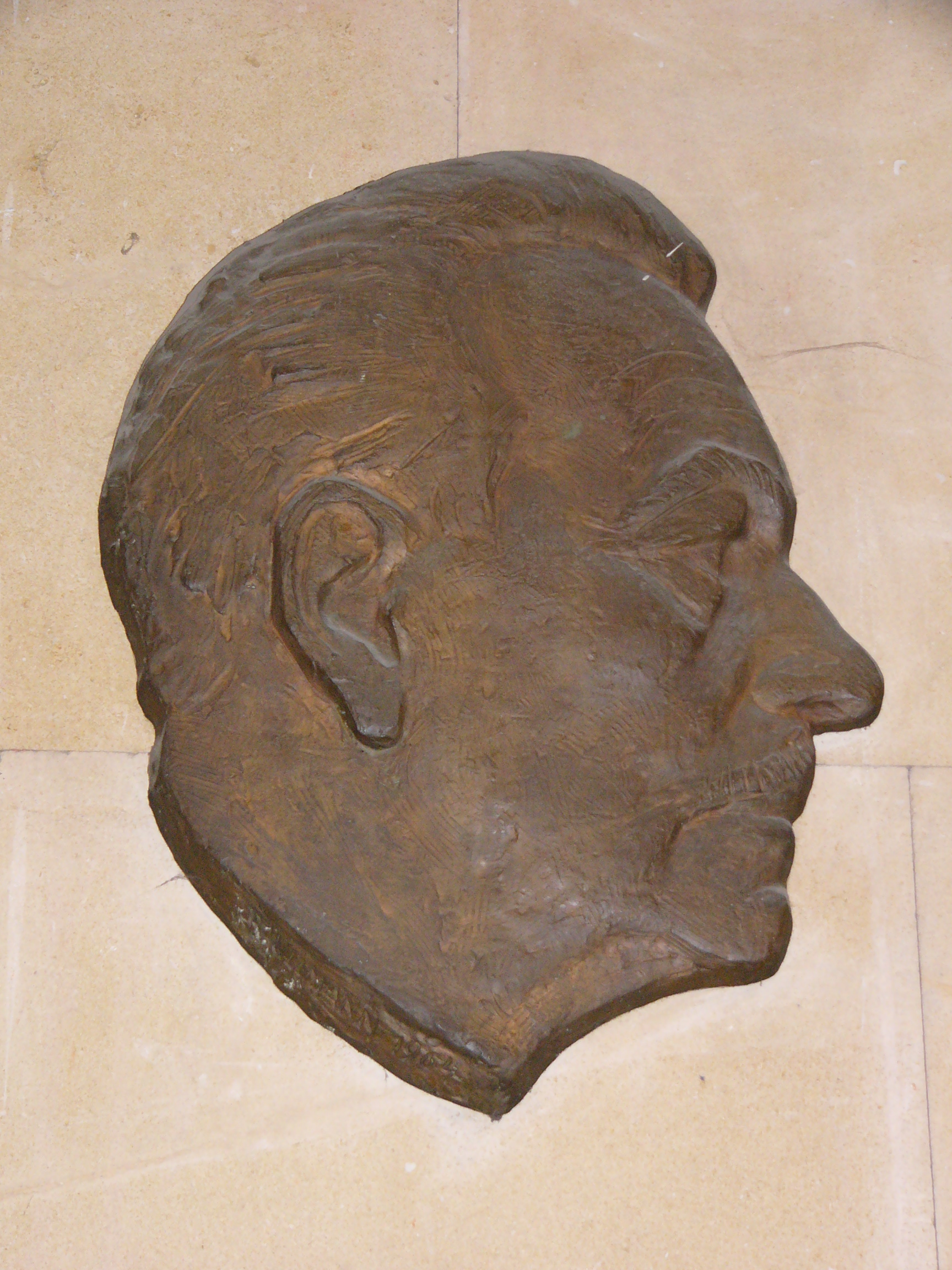
Alexander Meißner

Alexander Martin Meißner (manchmal auch mit ss geschrieben) (* 14. September 1883 in Untersievering bei Wien; † 3. Januar 1958 in Berlin) war ein österreichisch-deutscher Physiker. Er wurde bekannt durch die Entwicklung der Rückkopplung zur Erzeugung ungedämpfter elektromagnetischer Schwingungen und gilt als Grundsteinleger der Rundfunktechnik. Er ist der Erfinder der berühmten Meißner-Schaltung.

## Leben
Alexander Meißner wurde am 14. September 1883 in Untersievering bei Wien geboren, wo er das Döblinger Gymnasium besuchte. Anschließend studierte er an der Technischen Hochschule Wien (heute Technische Universität Wien) Maschinenbau. Kurze Zeit war er Assistent an dieser Hochschule. Er wurde 1902 promoviert. Mit 24 Jahren ging er zu Telefunken nach Berlin. Im Rahmen seiner Forschungen wurden ihm zahlreiche Ehrungen zuteil. Zahlreiche wissenschaftliche Vereine ernannten ihn zum Ehrenmitglied.
Alexander Meißner starb am 3. Januar 1958 im 75. Lebensjahr in Berlin. Dort liegt er auf dem Waldfriedhof begraben.

## Lebenswerk
Vor Meißners Erfindung konnte man Hochfrequenz für die drahtlose Telegrafie nur mit Maschinensendern (Großfunkstelle Nauen) oder mit Funkenstreckensendern, auch Knallfunkensendern genannt, erzeugen. Für die Übertragung von Sprache oder Musik waren diese Techniken nicht geeignet, auch war das zur Verfügung stehende Frequenzspektrum für den Betrieb nur weniger Sender geeignet.
1913 setzte Meißner das Rückkopplungsprinzip so ein, dass eine Schaltung aus Elektronenröhren zum selbständigen Schwingen auf einer bestimmten Frequenz gebracht werden konnte. Die dabei entstehenden ungedämpften elektromagnetischen Schwingungen sind die Grundlage für die heutige Nachrichtenübermittlung in Rundfunk, Funk, Fernsehen, Fernsprechen und Informationstechnik, die ohne Meißners Erfindung nicht denkbar wäre. Im gleichen Jahr realisierte er mit einem Röhrensender einen drahtlosen Telefonverkehr zwischen Berlin und Nauen.
Etwas später entwickelte Edwin Howard Armstrong in New York ein ähnliches System, was Prozesse zur Folge hatte.
Die damals junge Firma Telefunken gab Meißner während dessen fast fünfzigjähriger Tätigkeit als wissenschaftlicher Mitarbeiter die Möglichkeit für Forschung und Entwicklung auch auf anderen Gebieten. Meißner erzielte grundlegende Erkenntnisse auf dem Sektor Antennen, Frequenzstabilisierung durch Quarze, aber auch bei wärmeleitenden Isolierstoffen, Vorläufer der Silikone.
Siemens & Halske baute nach den Ergebnissen Meißners ein Langwellen-Diathermiegerät, die erste medizinische Anwendung der Hochfrequenz, die bald zahlreiche Verbreitung fand.

## Ehrungen
- 1922 Dr.-Ing. E. h. der Technischen Hochschule München
- 1927 oder 1928 Honorarprofessor der Technischen Hochschule Berlin-Charlottenburg
- Zum 50-jährigen Bestehen des Elektrotechnischen Instituts der Technischen Hochschule Wien die höchste akademische Auszeichnung
- 1957 Großes Verdienstkreuz des Verdienstordens der Bundesrepublik Deutschland
- 1957 Ehrenmitglied der Deutschen Physikalischen Gesellschaft

## Einzelbelege
1. ↑  Patent  DE291604C: Einrichtung zur Erzeugung elektrischer Schwingungen. Angemeldet am 10. April 1913, veröffentlicht am 23. Juni 1919, Anmelder: Gesellschaft für drahtlose Telegraphie m.b.H..‌
2. ↑  Patent  US1113149: Wireless Receiving System. Angemeldet am 29. Oktober 1913, Erfinder: E. H. Armstrong.‌

| Personendaten    | Personendaten                                  |
| ---------------- | ---------------------------------------------- |
| NAME             | Meißner, Alexander                             |
| ALTERNATIVNAMEN  | Meißner, Alexander Martin (vollständiger Name) |
| KURZBESCHREIBUNG | österreichisch-deutscher Physiker              |
| GEBURTSDATUM     | 14. September 1883                             |
| GEBURTSORT       | Untersievering bei Wien                        |
| STERBEDATUM      | 3. Januar 1958                                 |
| STERBEORT        | Berlin                                         |